# 为你疯狂 (1999年电影)
《为你疯狂》（英語：My Wishes）导演金丽妮，主演林心如、温兆伦。

## 剧情
该片讲述男女青年“小涛”和“毛妹”的动人爱情故事。

## 演出
| 演员   | 角色 | 备注 |
| 林心如 | 毛妹 |      |
| 温兆伦 | 小涛 |      |
| 馮紹峰 |      |      |
| 向能   |      |      |
| 陈越   |      |      |

## 制作
该片是林心如出道早期的电影作品。

## 外部连接
- 豆瓣电影上《为你疯狂》的資料 （简体中文）
- 时光网上《为你疯狂》的資料（简体中文）